# Bourtreehill House

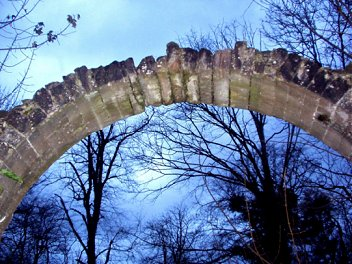
Einziger, bis heute erhaltener Bogen von Bourtreehill House

Bourtreehill House ist die Ruine eines Landhauses in der schottischen Council Area North Ayrshire. Der bewaldete Hügel, ein besonderes Kennzeichen des Anwesens, ist heute eine Landmarke im Norden des heutigen Wohngebietes Bourtreehill. „Bour Tree“ ist ein Name aus Ayrshire für den Schwarzen Holunder, den man öfters in älterem und biodiversem Waldland antrifft.

## Anwesen
Etwa 1,6 km von der Stadt Irvine entfernt stellt sich das verbliebene Land um das ehemalige Bourtreehill House als überwachsener, lichter Wald oben auf einem relativ niedrigen Hügel dar. Das Anwesen, das im Mittelalter seinen Ursprung hat, mit einer Reihe von Ruinen, alten Bäumen und überwachsenen Alleen übersät ist und einst Zeitgenossen von Robert Burns, William Wallace und Lord Byron beherbergte, hat eine verborgene und mysteriöse Geschichte. Es ist klar, dass es einst von einem kompetenten Gärtner gepflegt wurde: Die Details der Gärten sind heute noch gut zu erkennen, wenn auch überwachsen; viele davon gehen auf die Mitte des 18. Jahrhunderts zurück.

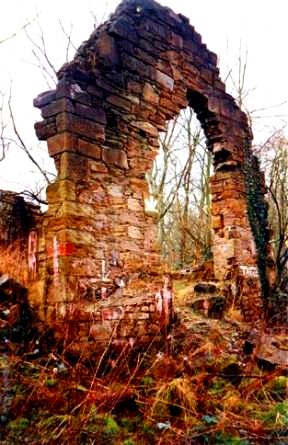
Größtes Ruinenteil zehn Jahre vor seinem Einsturz

Drei alte, zurzeit noch unidentifizierte Ruinen stehen tief in den Wäldern des ursprünglichen Anwesens. Anfang der 1980er-Jahre standen noch zwei Bögen Seite an Seite im nordöstlichen Teil. Von ihnen weiß man, dass sie irgendwie dem zu- und abfließenden Verkehr gedient haben. Die älteste Einfahrt und die dazugehörige Auffahrt führten den Besucher einst zu den Zwillingsbögen. Leider ist nur noch einer der beiden Bögen erhalten geblieben, während der andere in den letzten 20 Jahren mehr und mehr vandalisiert wurde.
Die Grenzen des ursprünglichen, mittelalterlichen Anwesens kann man leicht verfolgen. Beim Bau des modernen Wohngebietes North Bourtreehill wurden sie nur leicht verändert. Viele der Häuser liegen auf dem alten Anwesen, aber sie wurden so entworfen, dass sie an das wellige Land mit seinen Wäldern angepasst sind. Man hat das neue Wohngebiet als „biomorphisch“ bezeichnet. Annick Water durchfließt die Gegend und stellt ein weiteres, natürliches Element von North Bourtreehill dar.

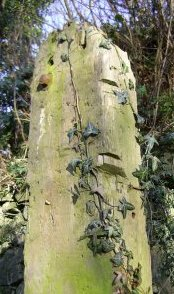
Seltene hölzerne Schwelle von Bourtreehill

Das Land um das Anwesen war von Eisenbahnlinien durchzogen. Einem Gleisbett vom Anfang des 19. Jahrhunderts kann man südlich von Bourtreehill heute noch folgen. Auch einige besonders alte Eisenbahnschwellen findet der aufmerksame Besucher noch.

## Geschichte

### Feudalzeit
Die Baronie war eine der früheren Besitzungen der Familie Colt. Kurz nach der Schlacht von Bannockburn erhielt König Robert the Bruce Bourtreehill von der Familie Colt. Es ist bekannt, dass Robert the Steward, der spätere König Robert II., Bourtreehill an einen gewissen Alan de Blair verlehnt hatte. Roger de Blair wurde die Baronie von Robert the Bruce übertragen. In typisch feudaler Art war die Zahlung hierfür nur ein symbolischer Preis. Dies war eine wertvolle Baronie, die teils auf dem Gemeindegebiet von Irvine und teils auf dem von Dreghorn lag.

### 16. Jahrhundert

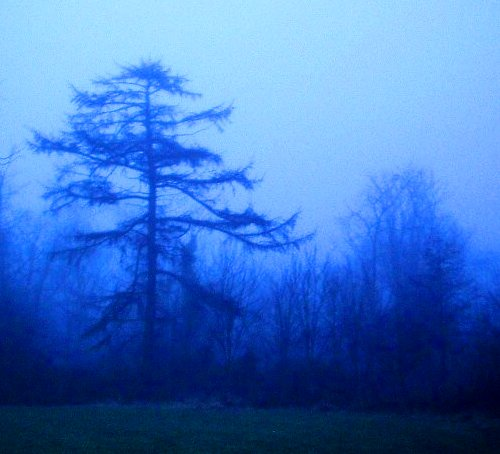
Bourtreehill an einem nebligen Morgen

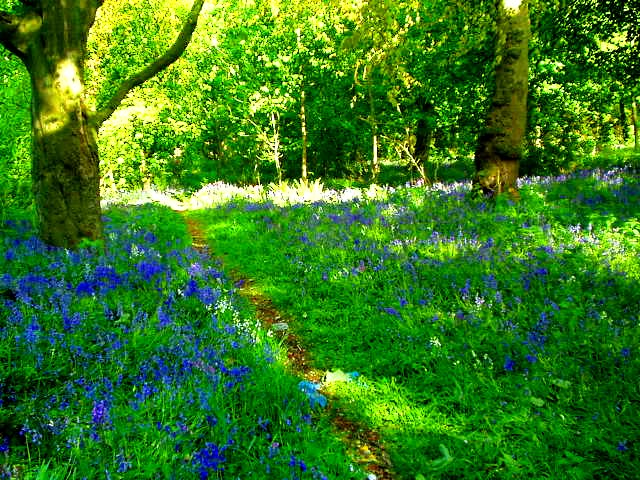
Teppiche von Hasenglöckchen zeigen das Alter der Bäume an.

In den Familienpapieren der Montgomerys in den Scottish National Archives finden sich Aufzeichnungen von 1505 aus Bourtreehill oder Teile davon, die ausweisen, dass das Anwesen einer Familie Lynn gehörte, die an anderer Stelle als Lords of Lynn im nahegelegenen Dalry bezeichnet werden. Für 1556 weisen die Familienpapiere der Montgomerys „John Lyn of that Ilk and Lord of Bourtreehill“ aus. Die Familienpapiere der Hunters, die von der Scottish Record Society veröffentlicht wurden, enthalten verschiedene Hinweise aus dem 16. und 17. Jahrhundert auf Bourtreehill in Verbindung mit den Lynns, die die Lynns als “von diesem Ort” bezeichnen. Schließlich sind die Lynns in Bourtreehill auch in einem Testament von 1608 erwähnt.

### 17. und 18. Jahrhundert
Am 18. Februar 1606 fielen zwei Merk Land und halb Bourtreehill an Robert Montgomery aus Skelmorlie, wie aus einem Vertrag in den Scottish National Archives hervorgeht. Das Haus wurde 1682 errichtet.
1685 und 1696 gehörte die Baronie den Skelmorlies, von denen es von Peter Montgomery, Kaufmann aus Glasgow, gekauft wurde. Dessen Sohn, James Montgomery, verkaufte das Anwesen noch vor 1748 an Robert Hamilton. Robert Hamilton wurde am 5. Januar 1698 als ältester Sohn von Hugh Hamilton aus Clongall, Kaufmann in Ayr, geboren. Er und sein jüngerer Bruder John, Vorfahr der Hamiltons of Sundrum, lebten lange in Jamaika, wo sie das Anwesen Pemberton Valley besaßen und ansehnlichen Reichtum anhäuften. Robert Hamilton starb am 4. Juni 1773 im Alter von 75 Jahren. Kilbirnie Place wurde am frühen Morgen des 1. Mai 1757 durch einen Brand während Umbauarbeiten zerstört und nie wieder aufgebaut. Der 19. Earl of Crawford, seine minderjährige Tochter Jean (später Countess of Eglinton) und die Hausangestellten hatten nur wenig Zeit zur Flucht. Die Familie zog dann in Bourtreehouse um. Lady Crawford war die älteste Tochter und Erbin von Robert Hamilton. 1776 wurde die Countess of Crawford auf Tafel 45 von G. Taylors und A. Skinners Survey and Maps of the Roads of North Britain or Scotland als Besitzerin von Bourtreehill House angegeben.

### 19. Jahrhundert

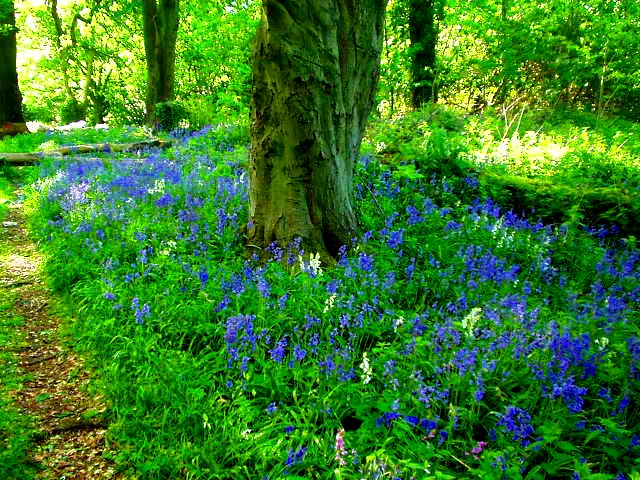
Hasenglöckchen von Bourtreehill

Robert Hamilton folgte als Besitzer von Bourtreehill House seine älteste Tochter, die Countess Crawford, nach, die am 6. Oktober 1809 verstarb. Ihre Schwester, Dame Margaret Hamilton Cathcart, Witwe von Sir John Cathcart aus Carelton († 1785) trat ihre Nachfolge an. Sie starb 1817 und das Anwesen fiel an ihren Neffen, den Earl of Eglinton.
1840 wurde das Haus im Auftrag von Hugh Montgomerie umgebaut und erhielt vermutlich einen Erker und eine Eingangshalle.
Alexander Guthrie aus Mount in Kilmarnock kaufte 1847 Bourtreehill House und 1852 fiel es an seine Tochter Christina. Christina heiratete den Hon. D. A. F. Browne, der im irischen Hochadel Lord Oranmore and Browne wurde. 1879 wurde das Landhaus durch einen Brand stark beschädigt und nach Plänen des Architekten R. S. Ingram restauriert.

### 20. Jahrhundert
In der Zeit der Aufklärung wohnten einige der wichtigsten Leute der Region in Bourtreehill. Der Baron Oranmore and Browne war der Großvater von Tara Browne. Im 18. Jahrhundert nahm der Earl of Crawford, dessen Haus in Kilbirnie bis auf die Grundmauern niederbrannt war und der gerade noch seine Gattin und seine Tochter retten konnte, seine Residenz in Bourtreehill House. In den 1960er-Jahren wurde dieses großartige Haus abgerissen.
Es ist die unglückliche Wahrheit, dass Bourtreehill House mit seiner mittelalterlichen Umgebung immer noch Verwirrung verursacht. Was viele heutige Bewohner von Bourtreehill nicht wissen, ist, dass das Anwesen sehr viel älter ist als das Bourtreehill, das wir heute kennen. Man kennt bis heute das Gründungsdatum nicht und die Jahrhunderte weisen eine Fülle von Reichtum und mächtigen, einflussreichen Leuten auf.

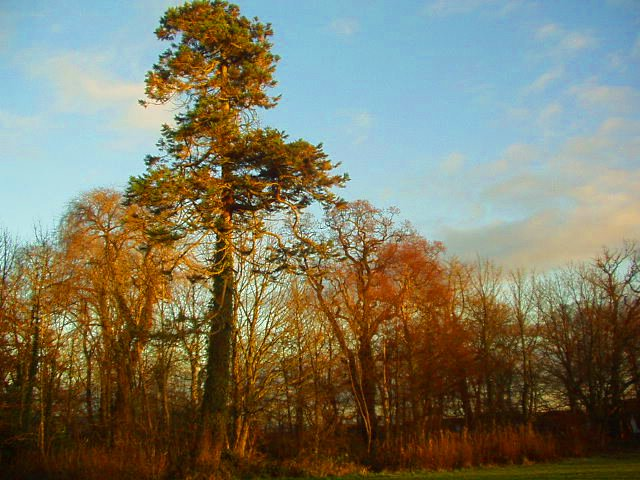
Große Sequoia in Bourtreehill

Politiker, Literaten und Könige waren Besitzer des Anwesens, hatten es gemietet oder besuchten es. Bemerkenswert ist auch, dass viele dieser einflussreichen historischen Personen Frauen waren, insbesondere im Mittelalter und später im 17. und 18. Jahrhundert.
Bourtreehill House verfiel und wurde in den 1970er-Jahren abgerissen. Übrig blieben nur Fragmente der Remise und der Nebengebäude.

## Der Gärtner von Mr Hamilton of Bourtreehill
Der Eigentümer von Bourtreehill House war 1754 ein gewisser Robert Hamilton. Seine beiden Töchter heirateten die Earls von Crawford, bzw. Eglinton, wobei die letztere Familie das gesamte Anwesen erbte. Der Earl of Crawford, der in Kilbirnie lebte, holte seine neue Gattin in sein Haus, aber ein furchtbarer Brand ließ dieses bis auf die Grundmauern niederbrennen. So suchte der Earl of Crawford mit seiner vom Feuer geretteten Familie Zuflucht bei seinem Schwiegervater, Robert Hamilton. Dieser stellte sein Anwesen der nun heimatlosen Familie und zog selbst in ein anderes Anwesen in der Nähe um, das er zu diesem Zweck erworben hatte. Die Crawfords zogen 1757 in Bourtreehill House ein. Der Hausangestellte des Earls war mit dessen Familie in das neue Domizil gekommen, um seinen Dienst fortzusetzen. Er veröffentlichte seine Arbeiten später unter dem Namen Memoirs of an 18th Century Footman (dt.: Memoiren eines Hausangestellten aus dem 18. Jahrhundert). Zu dieser Zeit war der Gärtner, den noch Robert Hamilton angestellt hatte, direkt für Landschaftsgestaltung und den Gartenschmuck des Hauses verantwortlich, von denen heute noch Überreste sichtbar sind.
Dieser Gärtner wurde auch in den Letters of Gilbert Burns, einer Sammlung von Briefen, die der Bruder von Robert Burns geschrieben hatte, erwähnt. Das Grab dieses Andrew Urquhart kann man heute noch auf dem Friedhof in Irvine sehen.
Ansichten vom Anwesen Bourtreehill (2007)

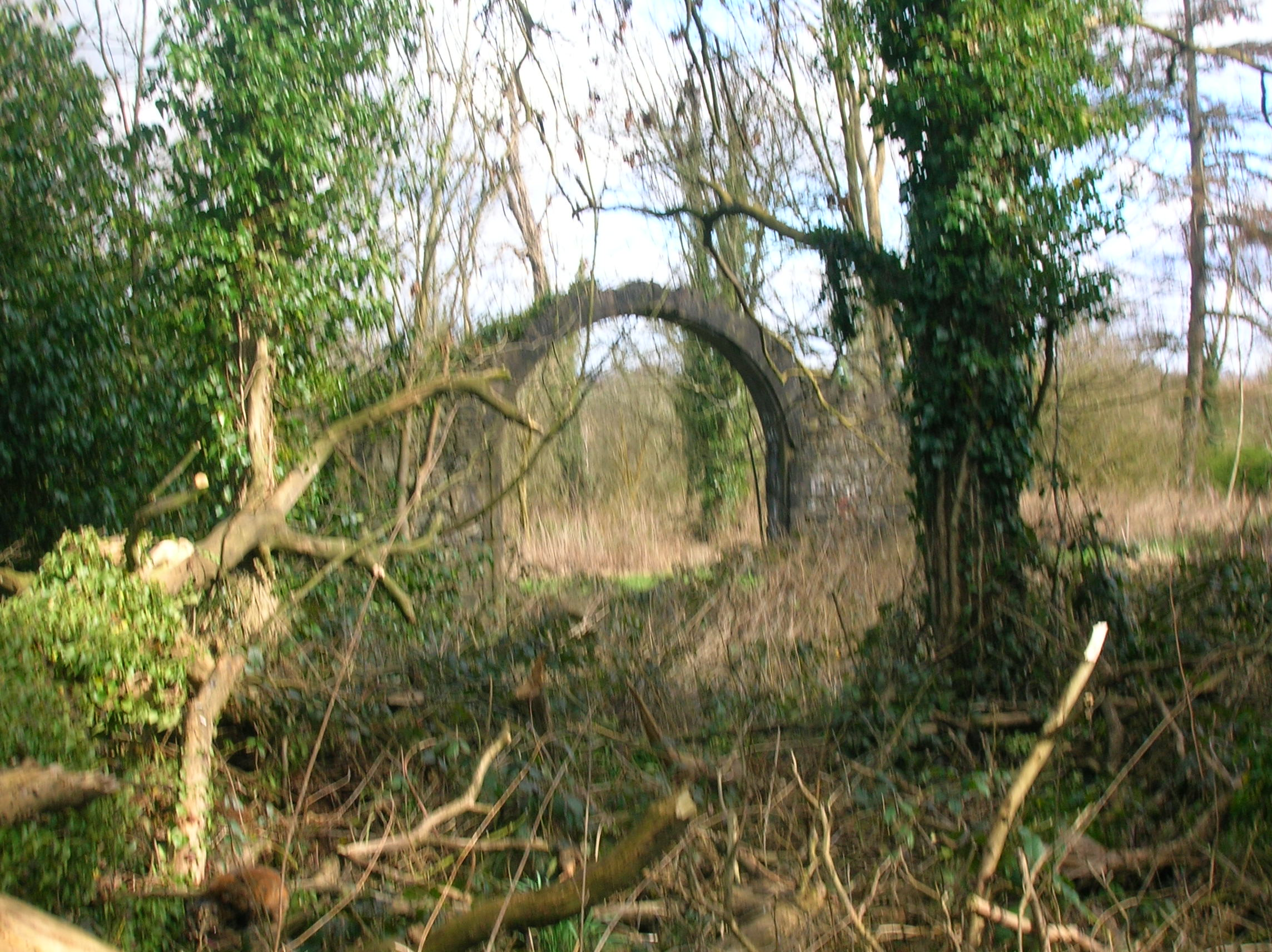
Ruinen von Nebengebäuden
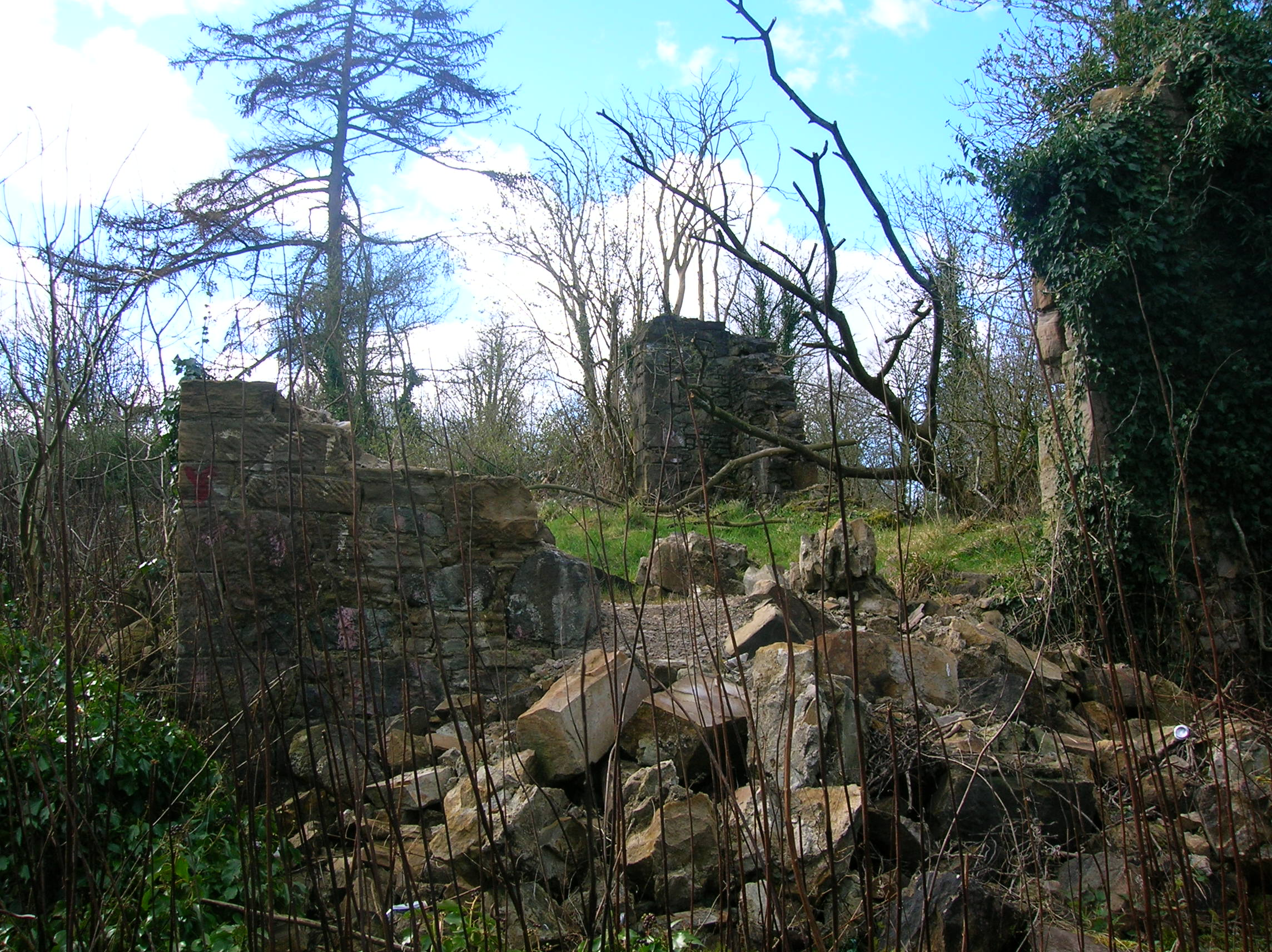
Ruinen von Nebengebäuden
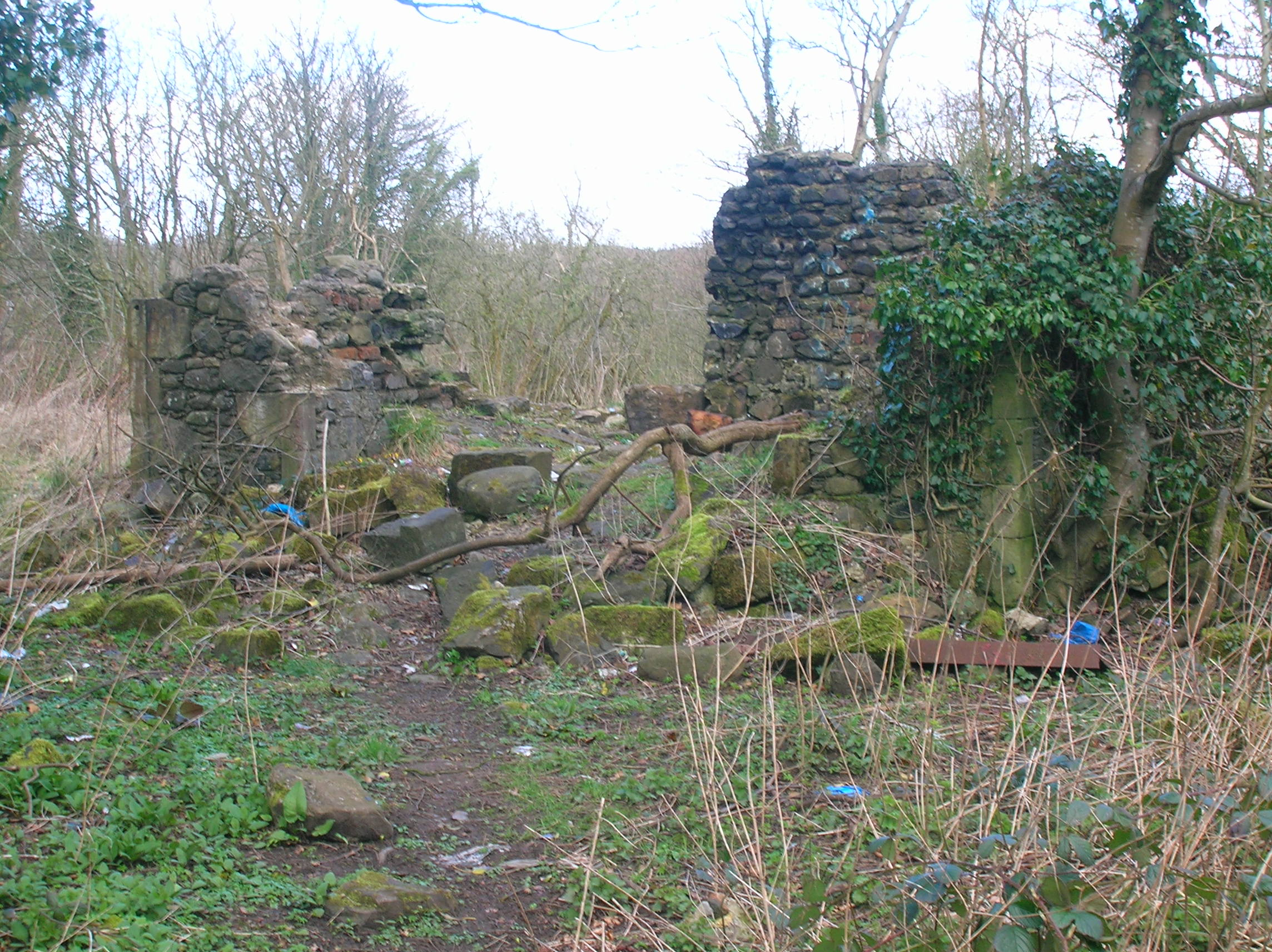
Ruinen von Nebengebäuden
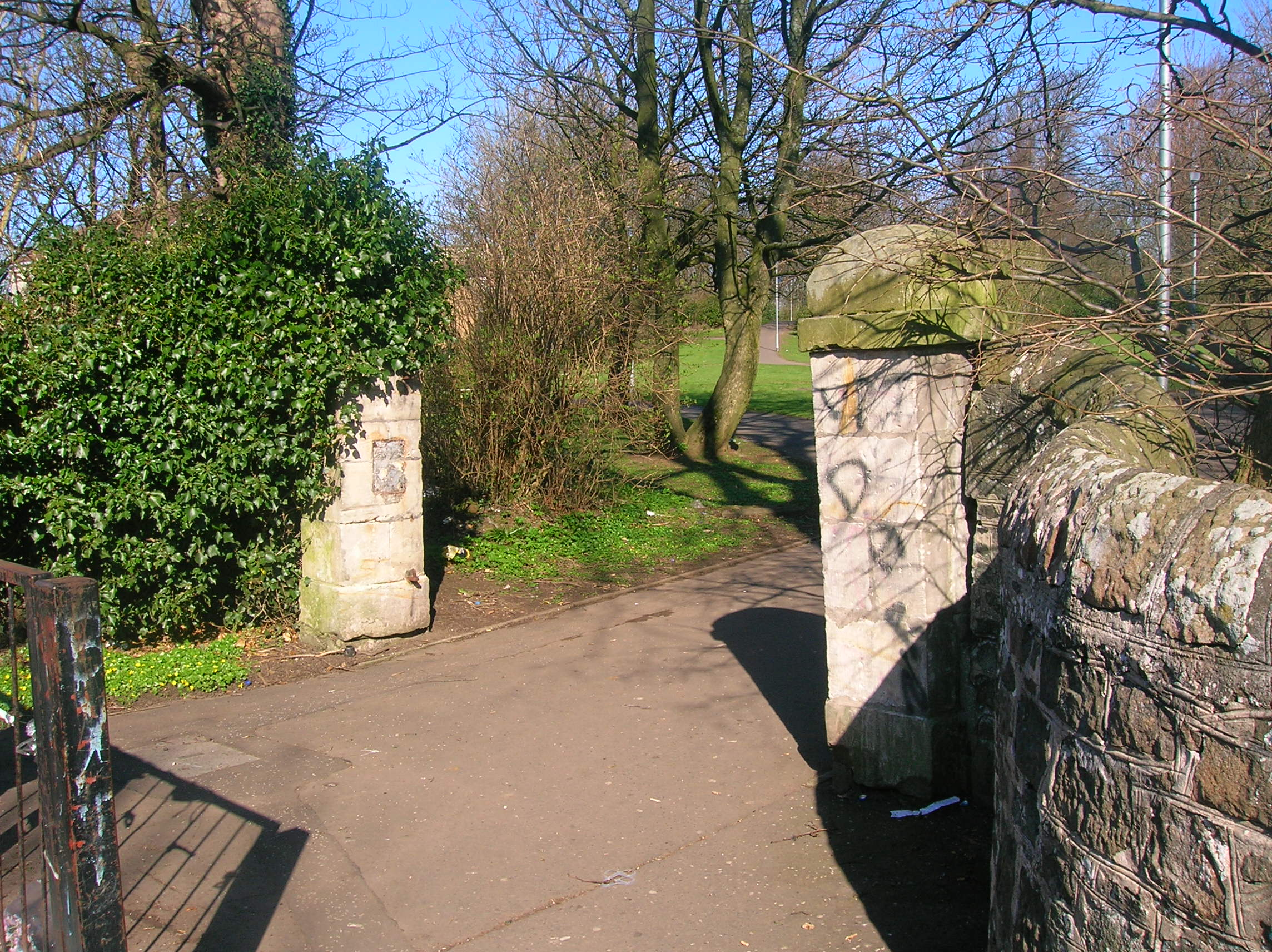
Ein altes Einfahrtstor zu Bourtreehill House
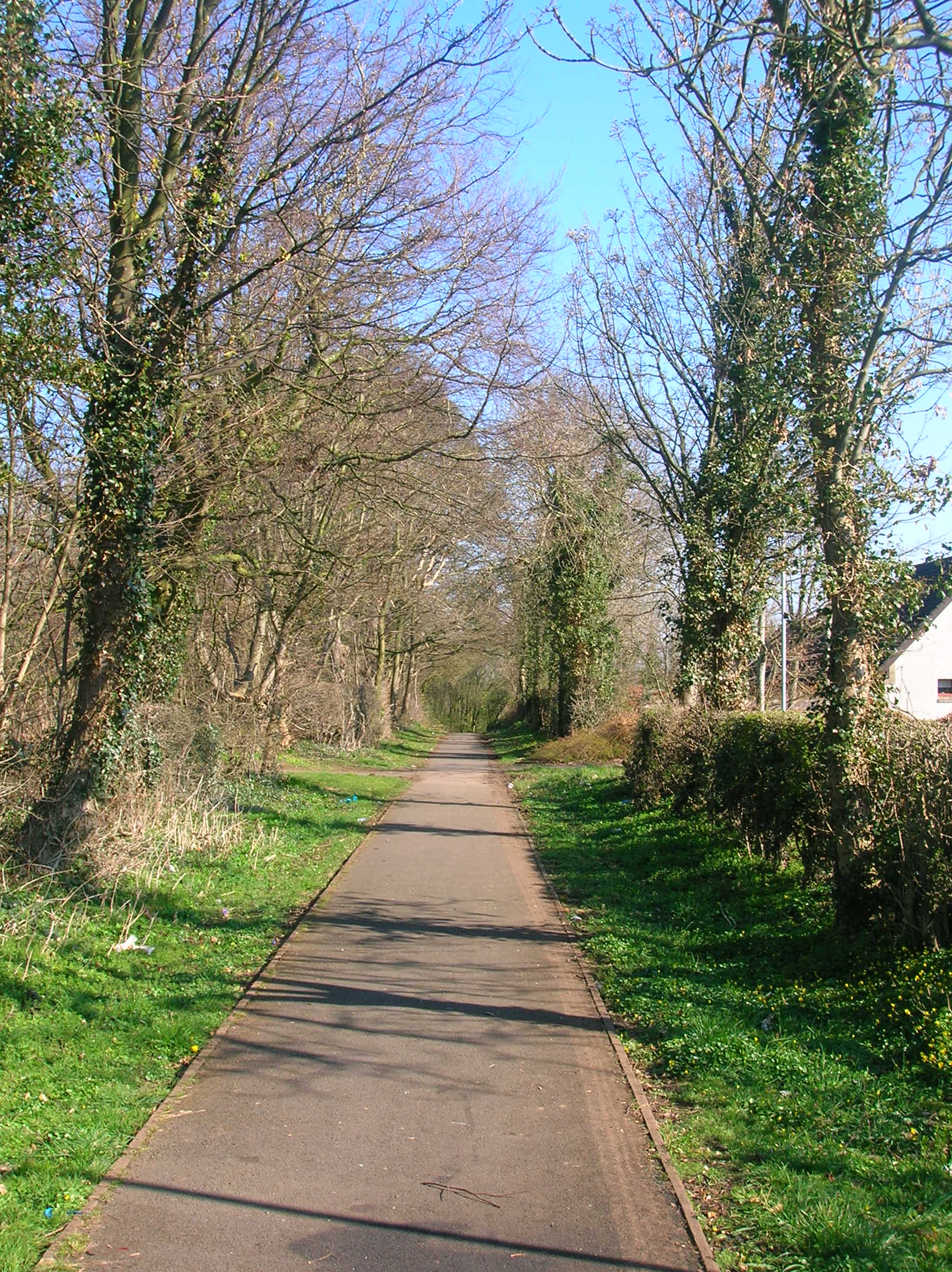
Die alte Landstraße hinunter zum Annick Water
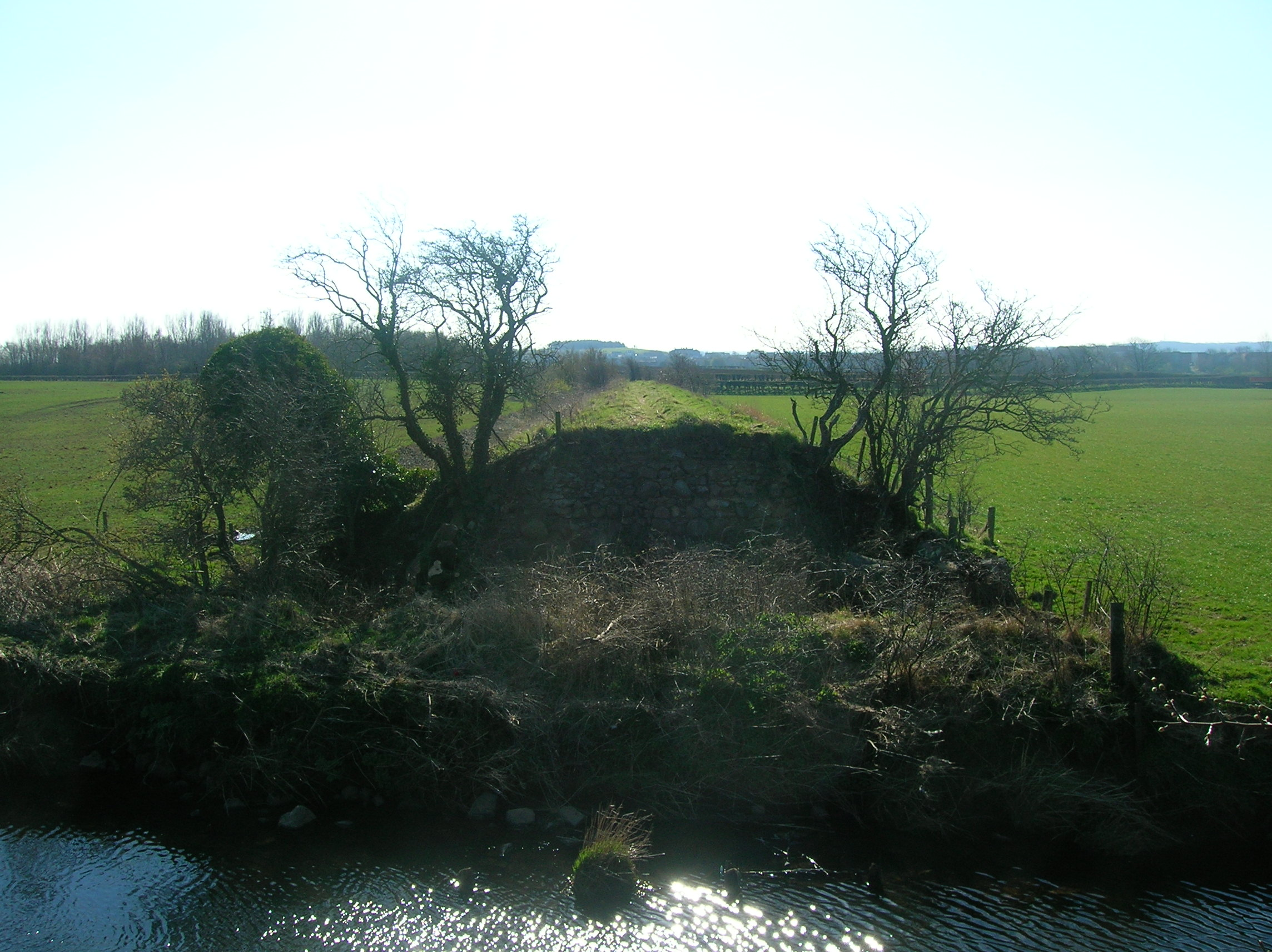
Das Gleisbett der alten Eisenbahnlinie zur Kohlegrube in Perceton
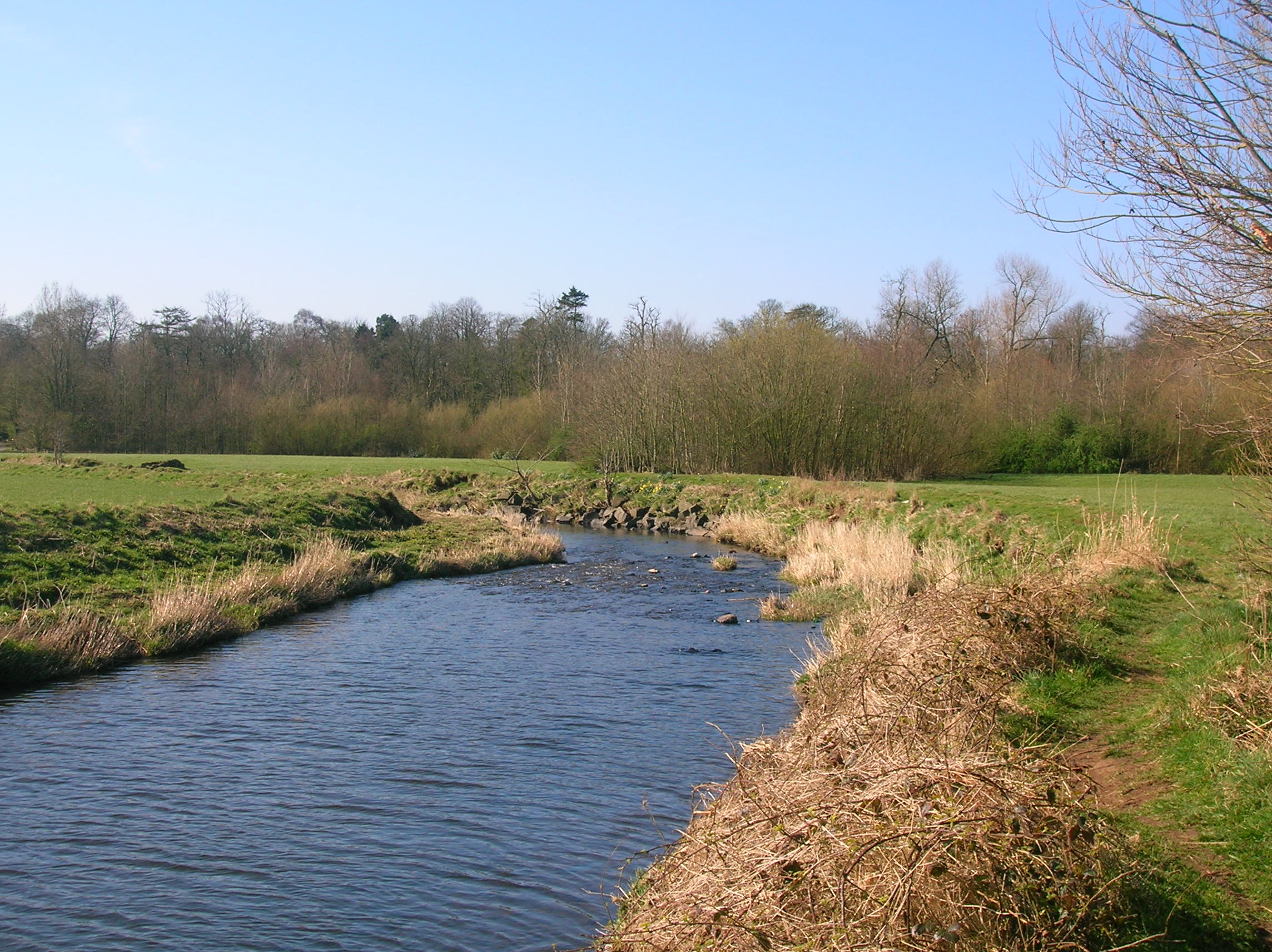
Annick Water